# Alte Rheinbrücke Vaduz–Sevelen
Die Alte Rheinbrücke Vaduz–Sevelen ist eine Holzbrücke über den Rhein, die den liechtensteinischen Hauptort Vaduz mit der schweizerischen Gemeinde Sevelen im Kanton St. Gallen verbindet. Die Brücke ist 135 Meter lang und stellt die letzte noch erhaltene Holzbrücke dar, die den Alpenrhein überquert.

## Ausgangslage
Bis ins 19. Jahrhundert war der Rhein im Grenzgebiet zwischen Liechtenstein und der Schweiz bis auf wenige Ausnahmen nicht reguliert und konnte deshalb weitestgehend frei fliessen. Der Personen- und Warentransport erfolgte daher durch Rheinfähren, die zwischen Liechtenstein und der Schweiz zu Beginn des 19. Jahrhunderts an fünf Stellen unterhalten wurden. Der Beginn der Rheinkorrektion Mitte des 19. Jahrhunderts legte den Grundstein für den Brückenbau: Die ersten Rheinbrücken zwischen Liechtenstein und der Schweiz wurden 1867/1868 zwischen Bendern und Haag sowie zwischen Schaan und Buchs SG erstellt.

## Vorgängerbau

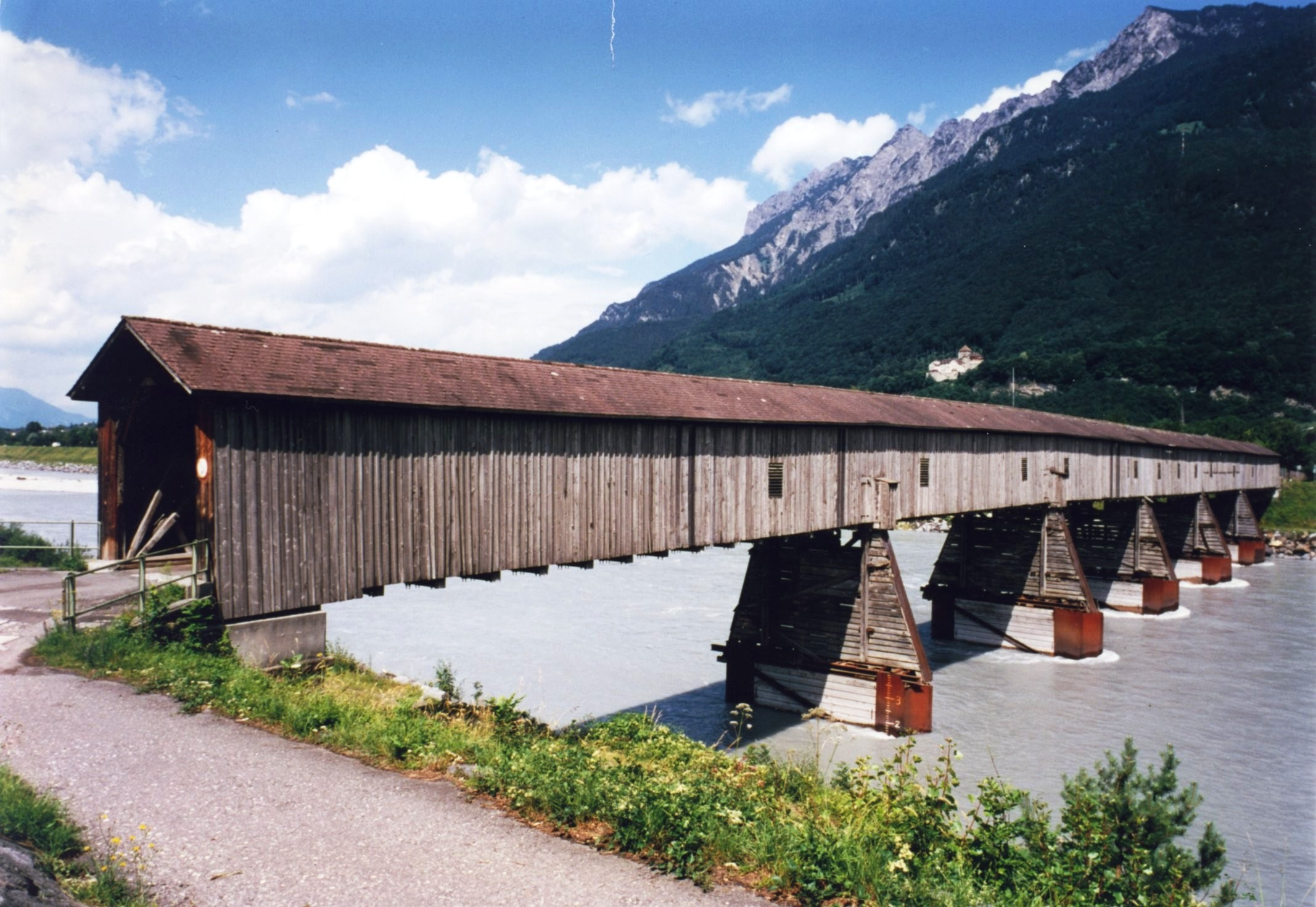
Die Alte Rheinbrücke, Sicht auf Vaduz (vor der Sanierung)

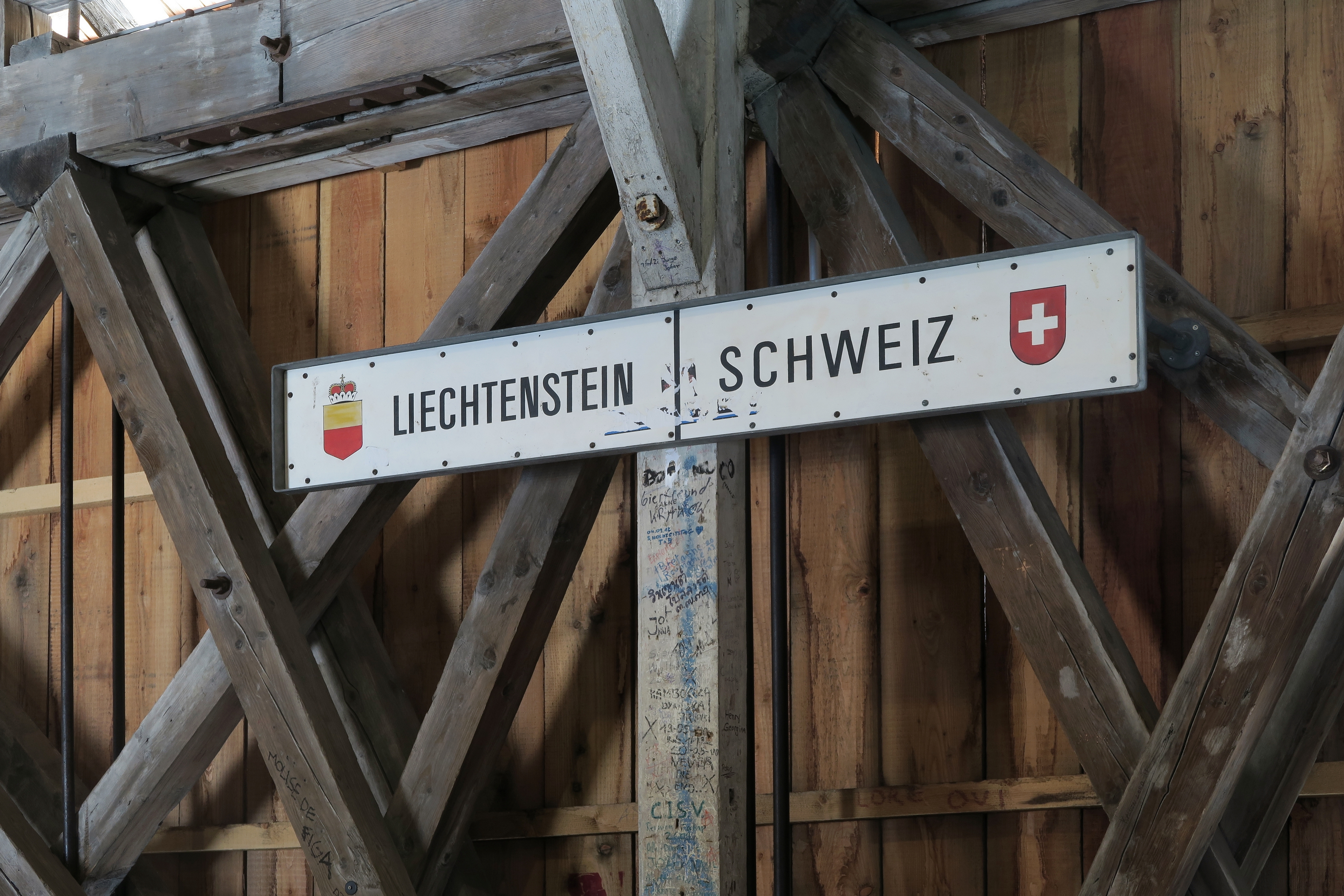
Grenzmarkierung auf der Brücke

Die erste Rheinbrücke zwischen Vaduz und Sevelen wurde von 1870 bis 1871 errichtet. Die Kosten trugen dabei zu zwei Dritteln die Gemeinde Vaduz und zu einem Drittel die Gemeinde Sevelen, wobei sich auch das Fürstentum Liechtenstein am Vaduzer Kostenanteil beteiligte. Der Vorgängerbau hatte eine Länge von 135 Metern und eine Breite von ca. 5 Metern. Aufgrund der Erhöhung der Rheindämme musste die Brücke 1874, 1875 und 1886 zweimal angehoben werden. Der schlechte bauliche Zustand machte schliesslich einen Neubau notwendig.

## Neubau
1900 bis 1901 wurde die Brücke schliesslich auf den Pfeilern der Vorgängerbrücke neu errichtet. Die Brücke, deren Nutzlast zur Zeit der Eröffnung 3,5 Tonnen betrug, diente sowohl dem motorisierten als auch dem nichtmotorisierten Verkehr als Rheinüberquerung. Nach einem Hochwasser und einem Dammbruch 1927 in Schaan wurde die beschädigte Brücke repariert und ein weiteres Mal angehoben. Die Nutzlast konnte im Zuge dieser Arbeit auf 6 Tonnen erhöht werden. 1975 wurde rund 200 Meter südlich der Alten Rheinbrücke die neue, betonierte Neue Rheinbrücke Vaduz–Sevelen erstellt, sodass die Alte Rheinbrücke seither nur noch für den nichtmotorisierten Verkehr zugänglich ist. Nach Renovationsarbeiten in den 1950er- und 1980er-Jahren fand von 2009 bis 2010 die bisher letzte grosse Sanierung statt.

### Konstruktion
Die Brücke wurde nach dem sogenannten Howe’schen System erbaut. Dabei kombinierte man diagonale Druckglieder aus Holz mit senkrechten Zuggliedern aus Metall. Durch das Anziehen der Schrauben der metallischen Zugglieder konnte das Tragwerk vorgespannt werden, und auch später konnten Setzungen nachjustiert werden. Aufgrund der fünf Pfeiler entstehen sechs Felder, von denen die inneren vier rund 20,5 Meter lang sind. Die äusseren beiden Felder, welche die Brücke mit den Rheindämmen verbinden, sind jeweils 26,8 Meter lang.